# Liberazione del Kuwait
La liberazione del Kuwait fu un'operazione militare terrestre effettuata dalla Coalizione internazionale a guida statunitense ed avvenuta tra il 24 e il 28 febbraio 1991, durante la guerra del Golfo e 39 giorni dopo l'inizio dell'Operazione Desert Storm.
L'obiettivo era liberare il Kuwait il quale era stato invaso ed occupato dalla Guardia Repubblicana irachena, guidata dal dittatore Saddam Hussein.

## Preludio
Alcuni giorni prima dell'attacco, una forza anfibia ha simulato ripetuti attacchi e sbarchi a Kuwait City, nel tentativo di far credere alla Guardia Repubblicana irachena che la coalizione avrebbe attaccato via assalto anfibio. Le truppe, invece, dovevano entrare per il confine meridionale del Kuwait.

## Battaglia finale

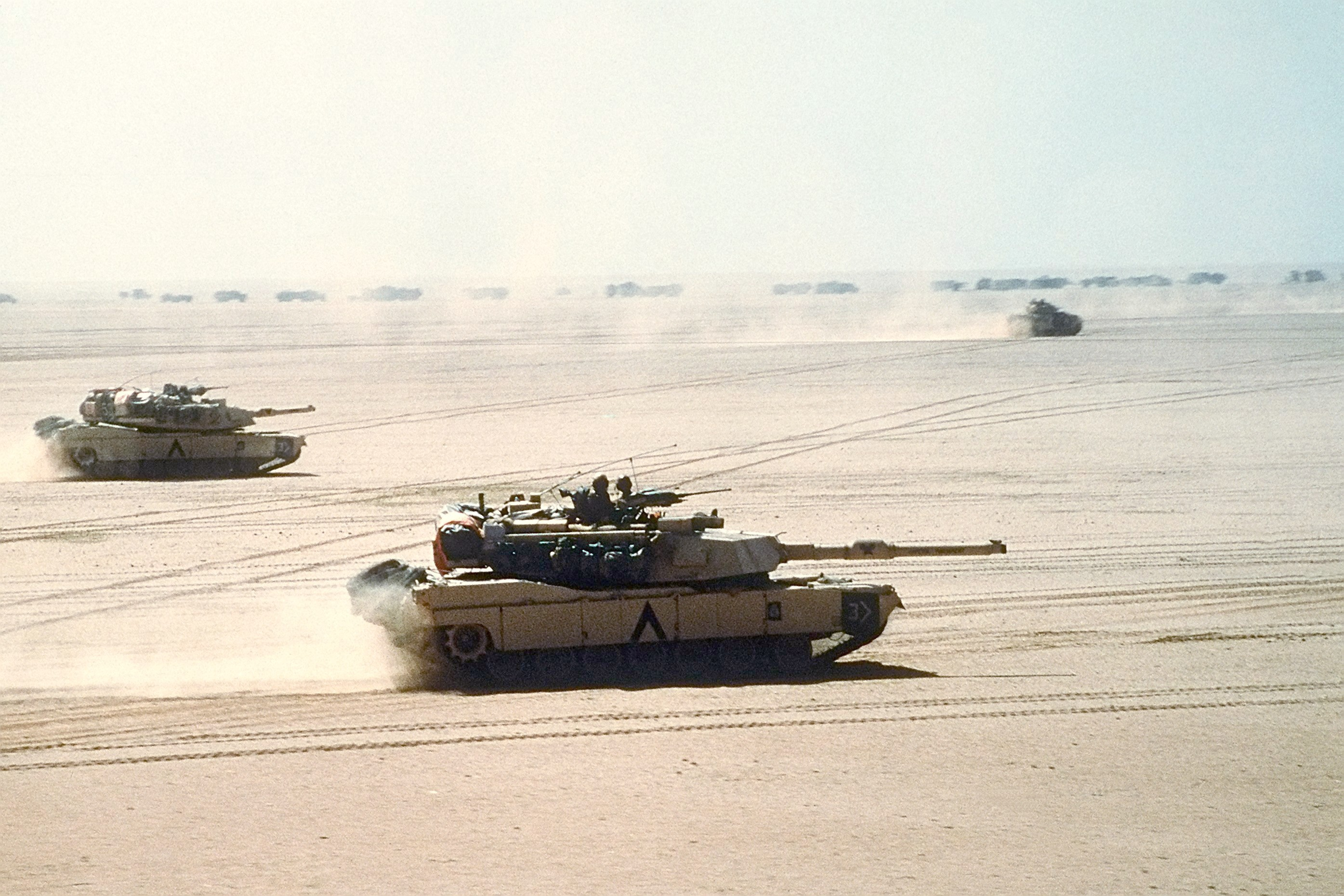
Carri armati americani M1 Abrams attraversano il deserto del Kuwait durante la battaglia terrestre.

Alle ore 04:00 il 24 febbraio 1991, dopo mesi di bombardamenti e sotto la costante minaccia di un attacco mediante l'uso di gas, la 1ª e la 2ª Divisione del Corpo dei Marines, insieme a truppe della Reale Forza Terrestre saudita, penetrarono in Kuwait. Una volta in territorio kuwaitiano, entrambe le divisioni dei Marines si diressero verso Kuwait City, incontrando tuttavia scarsa resistenza nel deserto: i soldati iracheni appartenenti alla famosa Guardia Repubblicana, infatti, dopo brevi combattimenti avvenuti nelle loro trincee-bunker, si arresero in circa 150 000.
Il 26 febbraio, avvenne la Battaglia di Phase Line Bullet, l'unico scontro durante il quale le forze irachene riuscirono parzialmente a tener testa a quelle internazionali.
Il 27 febbraio Saddam Hussein emise un ordine di ritirata alle sue truppe in Kuwait; tuttavia pare che un'unità irachena non fu raggiunta da tale ordine. Quando i Marines arrivarono al Kuwait International Airport incontrarono una strenua resistenza e furono necessarie diverse ore per prendere il controllo dell'area.
Nel corso della ritirata, i soldati iracheni intrapresero una politica di "terra bruciata", che incluse la distruzione di centinaia di pozzi petroliferi nel tentativo di distruggere l'economia del piccolo emirato.
Dopo la conquista dell'aeroporto, i Marines si fermarono alla periferia della capitale, permettendo ai loro alleati di avanzare ed occupare Kuwait City, ponendo fine alle operazioni terrestri di combattimento.

## Dopo la battaglia

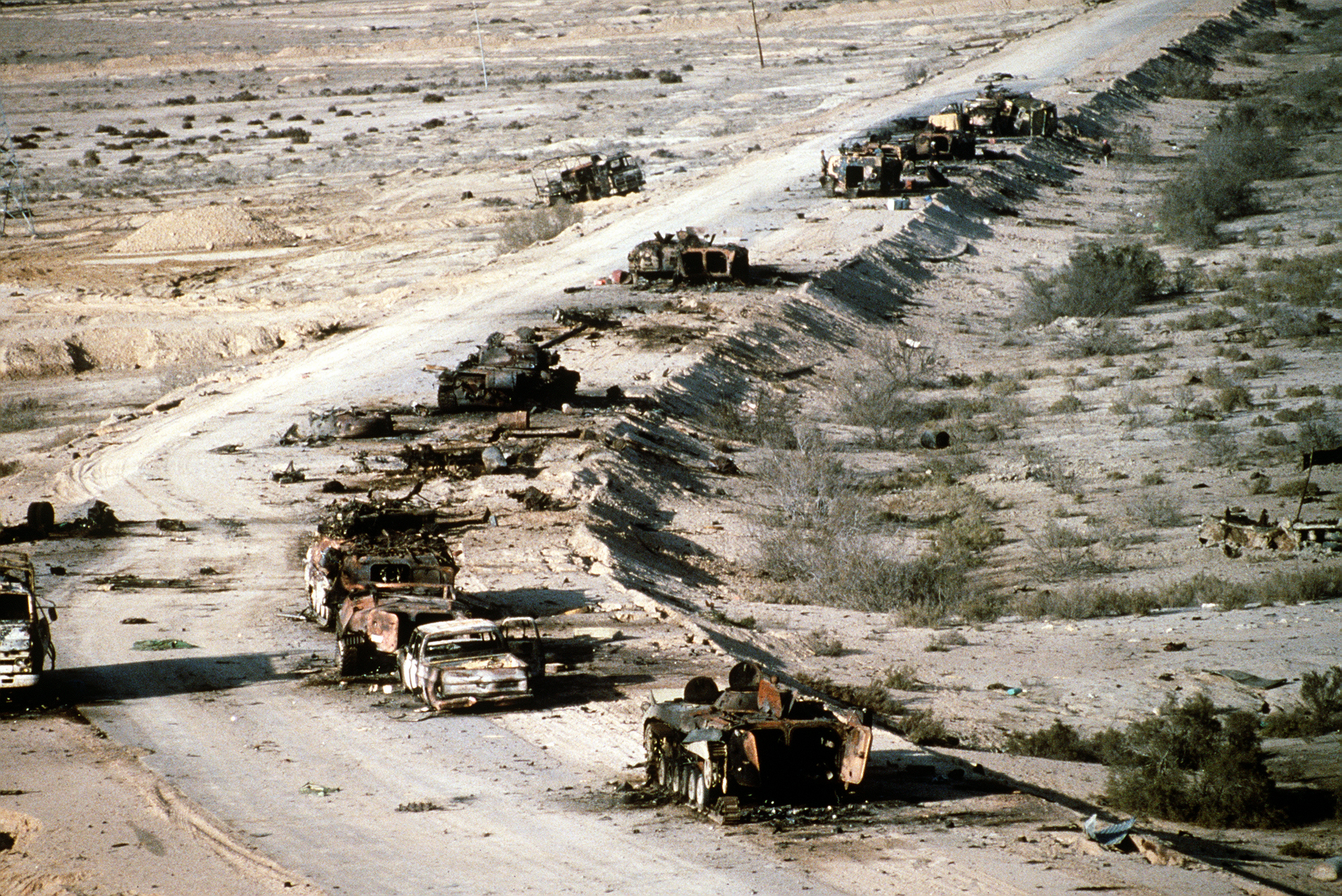
Mezzi corazzati iracheni distrutti sulla Highway 8 nel marzo 1991.

Dopo quattro giorni di combattimenti, le truppe irachene abbandonarono il Kuwait, ponendo fine a quasi sette mesi di occupazione del Kuwait da parte dell'Iraq ed intraprendendo una disastrosa ritirata lungo la cosiddetta "autostrada della morte".
La Coalizione ebbe oltre 1 100 vittime. Le stime delle vittime irachene vanno da 30 000 a 150 000 morti. L'Iraq perse inoltre migliaia di veicoli anche per via della netta inferiorità tecnologica dei Carri armati T-72 utilizzati dagli iracheni rispetto ai M1 Abrams americani.